# 斯特凡三世
斯特凡三世（1433年—1504年7月2日），又称斯特凡大帝（發音：[ʃteˈfan t͡ʃel ˈmare]），摩爾達維亞沃伊沃德，1457年至1504年在位，穆沙特王朝及羅馬尼亞歷史上最杰出、最偉大的君主。他標誌性的成就，在於憑藉戰神般的軍事天才，以小國之力擋住巨人等級的鄂圖曼土耳其，並兩次以少勝多，創造鄂圖曼歷史上僅次於1402年安卡拉戰役的驚天大敗。他因此在1475年被教皇思道四世授予「基督的護教英雄」（Athleta Christi）的稱號，思道四世又讚美斯特凡三世為「基督教信仰的真正捍衛者」（"verus christianae fidei athleta"）。此外，他也留下許多宏偉的教堂與禮拜堂而被紀念。為了保衛人口不到60萬的摩爾達維亞公國，他的外交策略是多次向北對千萬人口的波蘭稱臣（名義上），再向南對抗人口約1100萬的土國，直到1489年才被迫長期臣服、納貢，但仍維持自身強大的獨立性，不接受蘇丹調兵遣將地指揮摩國軍隊。

## 生平
1457年在國外流亡的斯特凡，由親戚、瓦拉幾亞的「穿刺公」弗拉德三世（吸血鬼原型）幫助下，奪回父親波格丹二世（1449-1451年在位）所屬的摩爾達維亞大公之位，並推翻殺父仇人兼叔父──彼得·阿龙。彼得·阿龙逃往波蘭得到庇護，斯特凡則率軍攻入波蘭邊境，占領霍京城。

### 政、軍改革
之後在十年內，斯特凡大公強力改革行政與軍事，他限制了貴族的權力，提供土地給大批農奴，讓他們成為能上戰場的自由農；此外他更沒收了部分大貴族的土地，一半轉交給支持他的小貴族與教會、一半分配給願上戰場的農民兵家庭作為報酬，這些措施很大地加強君權。總體來說，他一方面逐步削減貴族特權及其領地，達到打擊貴族勢力、鞏固中央政權的目的，另一方面減輕農民負擔，保護手工業者和商人的利益，從小貴族中提拔親信、任命官員，從而擴大他的政權基礎，這些都反映他傑出的治國才能。
藉由以上的改革，他逐漸打造出一萬核心軍（親衛隊及貴族組成）與三萬非正規兵（自由農組成），形成四萬人的強大軍隊；再加上新增的火砲部隊及邊塞堡壘，極大地增強了摩國的軍事及防禦力量。他懂得用殘酷的手段處罰政敵與反叛貴族，既鎮攝人心也強化專制統治。譬如根據編年史家記載，當他在1460年代多次下令所有農民（特別是自由農）都要裝備武器後，此後「只要農民兵被集結參軍時沒帶弓、劍或騎兵沒備好馬刺，他就會毫不留情地處死那個農民兵。」

### 與鄰國的周旋

15世紀的摩爾達維亞公國、瓦拉幾亞公國、東部匈牙利王國（外西凡尼亞）等三地的地理位置，這三地後來組合成今天羅馬尼亞的領土

1459年斯特凡承認波蘭王卡齊米日四世為宗主國，交換條件是波蘭趕走被庇護的彼得·阿龙，以及承認兩年前斯特凡占領的霍京併入摩國之領土。他也展現高明的外交手段，在累積對抗土耳其的實力同時，也於1462年向鄂圖曼一代雄主──穆罕默德大帝（被尊稱為「大征服者」）暫時納貢，以轉移土國的進攻目標，金額則跟前任大公彼得·阿龙一樣，是年貢兩千杜卡特金幣。
而在之後的1460年代，不時與斯特凡聯手抵抗土國的巴爾幹基督君主中，弗拉德三世在1462年被其弟美男子拉杜推翻（拉杜終身都是土國的傀儡）；阿爾巴尼亞的英雄─斯坎德培在1468年過世，讓當時土國的穆罕默德大帝再次減少了征服巴爾幹的重要障礙。於是蘇丹迅速征服了波士尼亞、瓦拉幾亞公國等地，並使得1463年開始的「第一次威尼斯-土耳其戰爭」（1463-1479年）中，勝利的天平逐漸倒向土國這一方。這時候土國的主要外敵，大多數是威尼斯牽線聯手的反土強國──「反土包圍網」，包含匈牙利王國──巴爾幹第二強國、海霸王威尼斯、波蘭及東方(西亞波斯)的白羊王朝之外，就剩小而強的摩國了。
1465年一月，斯特凡從匈牙利駐軍手中，占領了黑海西邊的貿易大港基利亞（原屬於瓦拉幾亞公國）及所屬的多瑙河三角洲，使得摩國的貿易與經濟利潤直線上升，也因為此地亦是波蘭貴族的經濟仰賴區，所以控制基利亞就是強化了斯特凡自身對波蘭的籌碼與合作價值。

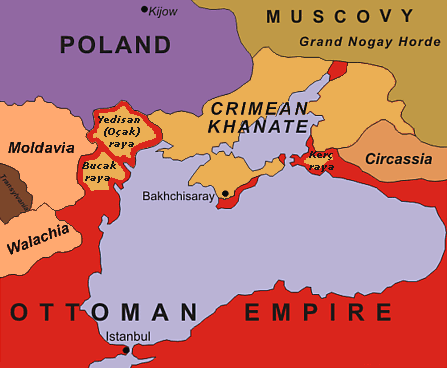
克里米亞汗國（米黃色部分）─1600年；圖中可見「Bucak Raya」的海港區（基利亞等）於1484年被土國占領後，摩國（已在1531年徹底淪為土國附庸）剩餘的內陸領土

1467年斯特凡打敗匈王馬提亞斯入侵摩國的三萬精銳軍隊，並殺死跟隨匈軍入侵的彼得·阿龙，徹底杜絕王位被推翻的隱患，並幫父親之死報了大仇。此戰役讓匈王身中數箭，由親信抬著逃回匈牙利。
1470年斯特凡在擊敗兩支兇惡入侵的蒙古鐵騎──甚為虛弱的金帳汗國及日漸壯大的克里米亞汗國之後，派兵騷擾波蘭邊境，又在1471年疏遠了跟波蘭王卡齊米日的宗主關係，並積極接受威尼斯給予的反土津貼，準備在後續打擊土國勢力的行動中，同時壯大摩國的影響力。

### 抵抗土耳其
1473年11月，斯特凡在不惜激怒「穆罕默德大帝」的代價下，停止了土國的納貢要求（也拒絕割讓基利亞、白港兩城給土國的命令），並且率軍入侵瓦拉幾亞，將土國附庸兼傀儡的拉杜大公（弗拉德三世之弟，一向跟弗拉德敵對）推翻，扶立巴薩拉為大公。但摩軍離開後，巴薩拉很快在1474年初震攝於土國的巨大威勢，又成為土國的附庸。當時蘇丹剛在1573年大敗白羊王朝雄主烏尊哈桑的五萬大軍，正把陸軍主力轉往西方攻打威尼斯領地及阿爾巴尼亞，如今接報摩國竟然如此大膽，於是派心腹蘇里曼帕夏，將攻打威尼斯的十萬主力移去撲滅小國摩爾多瓦。

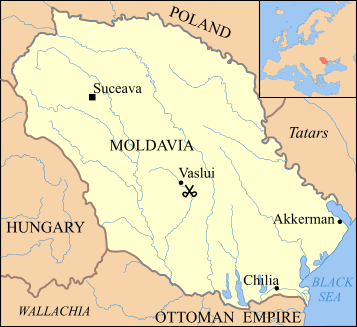
1475年瓦斯盧伊戰役的地圖，圖中可見土軍雖然深入到摩國中部的瓦斯盧伊（Vaslui），但遠未能威脅到摩國北部的首都蘇恰瓦（Suceava）

1475年1月，斯特凡以4萬軍力及焦土作戰、深入誘敵等方式，在瓦斯盧伊戰役大敗12萬土軍，奠定其軍事天才的輝煌名聲。此戰讓蘇丹穆罕默德二世之母哀嘆：超過四萬土軍的傷亡，乃是鄂圖曼歷史上第二悽慘的猛烈敗仗，僅次於1402年蘇丹被俘虜的安卡拉戰役。因為波蘭罔顧摩國呼籲派兵同拒土國的請求，此戰後斯特凡解除對波蘭王的名義效忠，改向匈王效忠以換得有效的軍事支援。

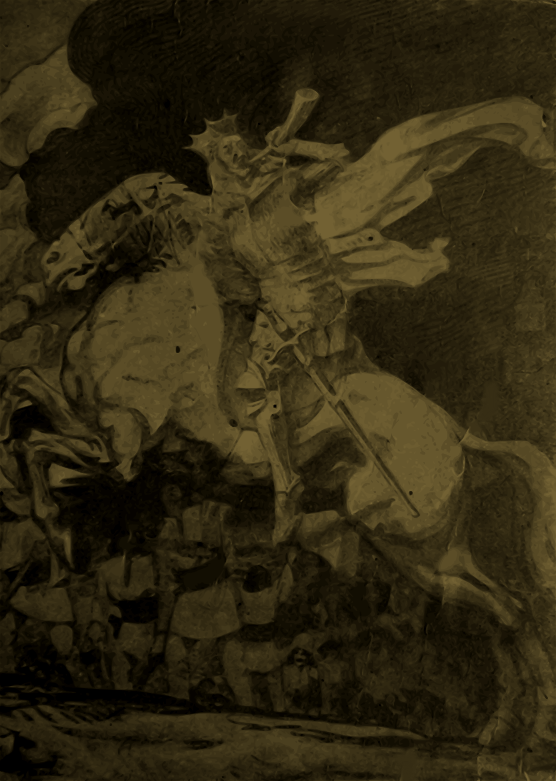
〈馬背上的斯特凡大帝〉：對農民兵吹響集結的號角，準備帶領自由農反擊入侵的龐大土軍

1476年夏天，有仇必報的「穆罕默德大帝」率領14萬大軍及充沛補給，殺向摩國以報去年戰敗之恥，同時策動去年（1475年）剛淪為土國附庸的克里米亞汗國，派兵三萬南北夾擊摩國（之後克軍被斯特凡親自打退）。斯特凡先是以3萬摩軍拖延、阻擋四倍之土軍──釀成瓦萊亞阿爾巴戰役（6月的白谷之戰）的大敗悲劇、死傷過萬摩軍（雖然土軍也受重創而死傷三萬人），讓斯特凡被迫撤往靠波蘭的邊界，而摩國大半領土也被土軍占領；接著因為蘇丹無法攻破摩國首都蘇恰瓦的防禦工事，以及中部大要塞尼姆茲城等也久攻不破（歸功於斯特凡之前二十年不斷強化國內要塞），於是好運又來到斯特凡這邊，土軍受困於乾旱、補給困難與鼠疫流行，在8月選擇退兵。斯特凡立刻在威尼斯的津貼下重組軍隊，並倚仗三萬匈牙利軍而光復國土，甚至和匈軍一同打進瓦拉幾亞，幫助弗拉德三世重新當上瓦拉幾亞大公（1476年末），可惜數月後弗拉德被叛變的貴族聯合土軍殺死，土國又扶植聽話的傀儡巴薩拉重任大公。

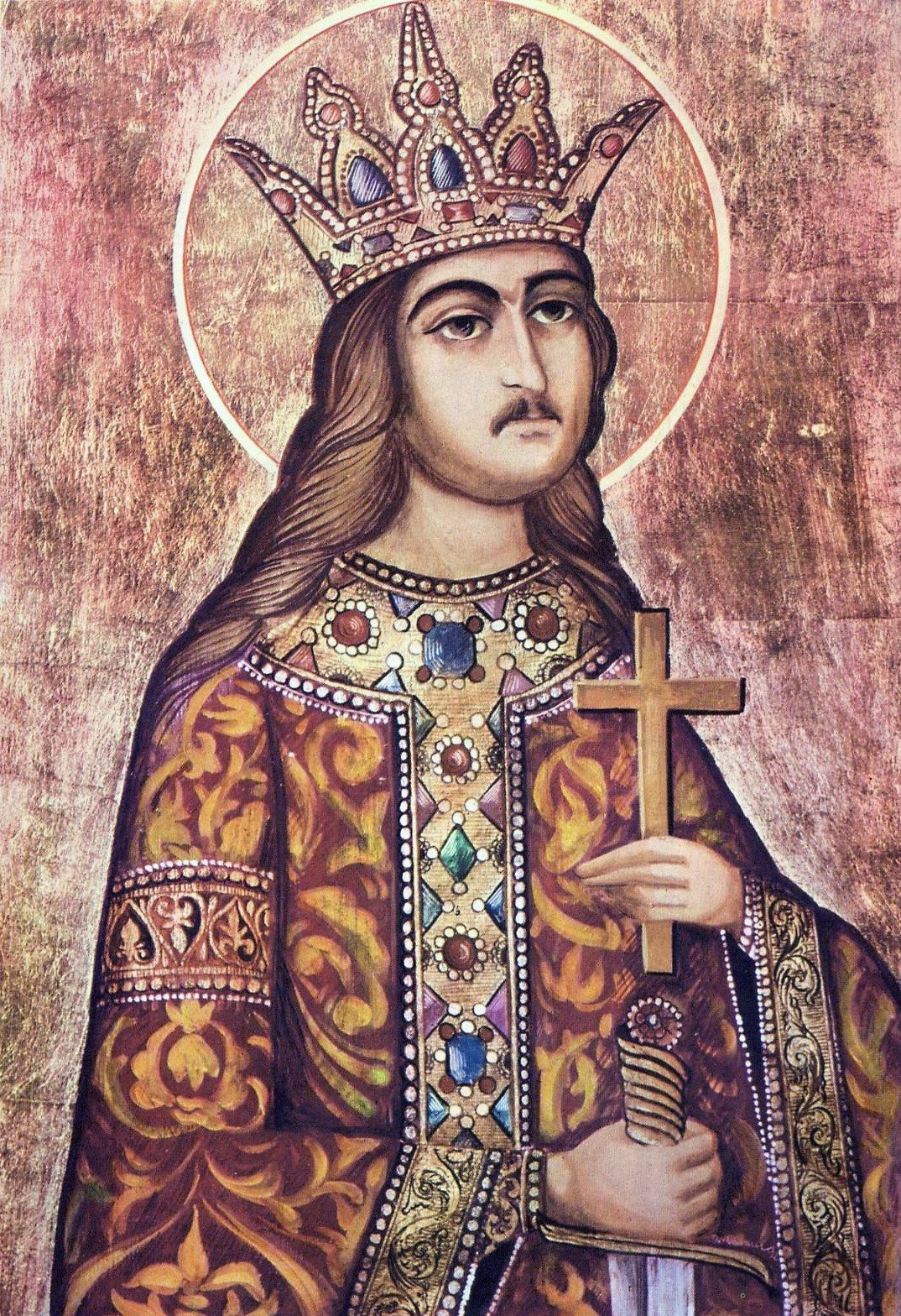
〈斯特凡大帝被描繪成聖人〉

對斯特凡的噩耗在1479年傳來，當年威尼斯向土國求和並停止了自1463開始的兩國戰爭，使得斯特凡再也無法從威尼斯得到聯盟抗土的津貼，而且摩國1475、1476兩次重創土軍的代價也極為巨大，畢竟戰事在摩國內部且焦土作戰的副作用是經濟元氣大傷，這兩項經濟的負面因素有效地削弱了斯特凡的軍事力量。於是乎，雖然土國雄主穆罕默德二世在1481年猝逝（疑似被土國貴族毒死）、其子巴耶濟德二世是偏愛休養生息、反對咄咄逼人攻勢的新蘇丹，但摩國與土國的對抗天平，終究逐漸倒向了不斷加重的土國。

### 被迫納貢

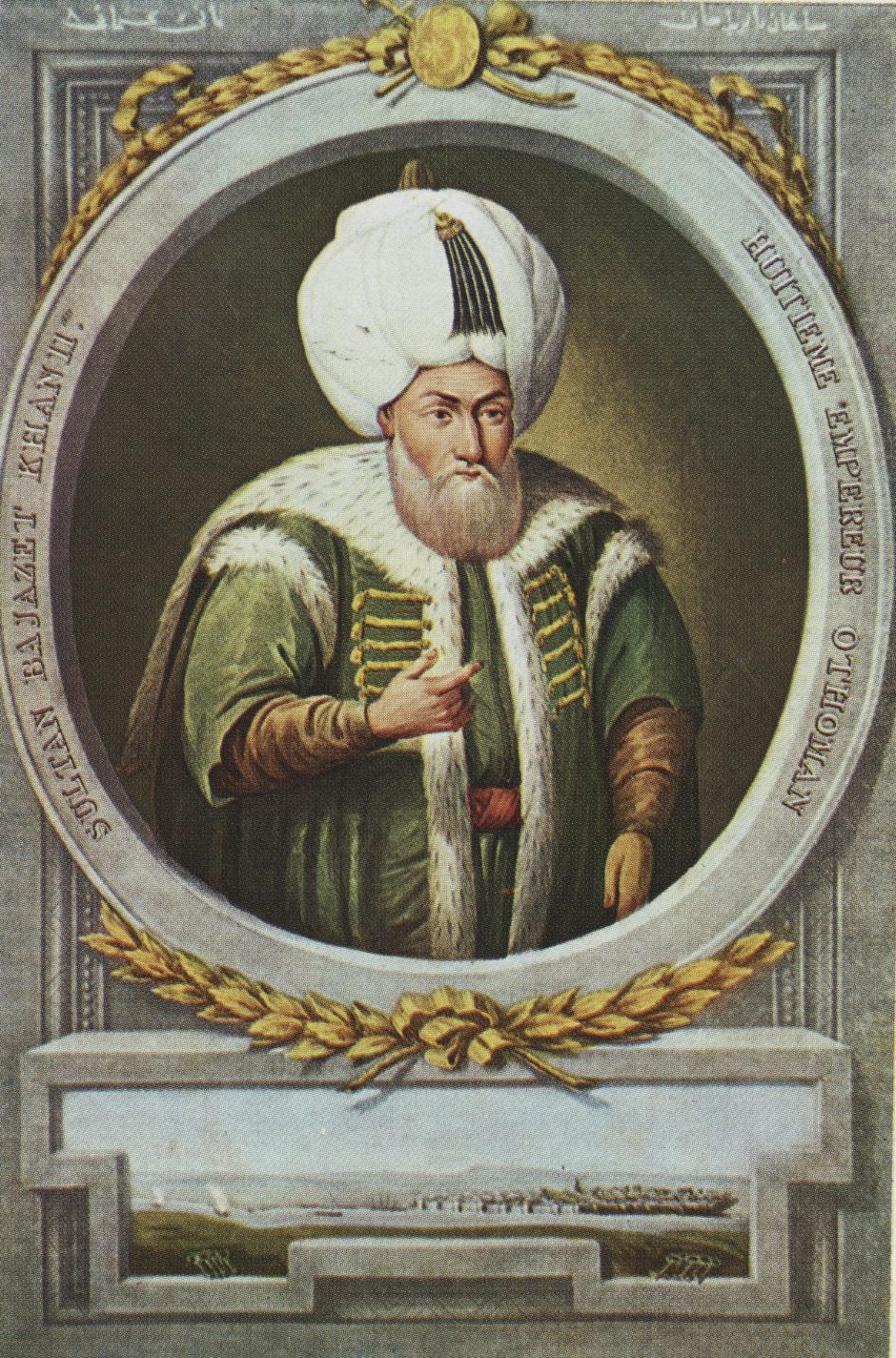
蘇丹巴耶濟德二世（1481-1512年在位）與狂熱好戰、鋪張奢華的父親相反，他是穩健守成的內政高手，剛好用三十年的和平休養及節儉富民的政策，將國庫嚴重透支、民窮人怨的困苦著手治療跟補血

1484年土國利用和匈王馬提亞斯休戰的好機會，新蘇丹巴耶濟德二世強攻佔領了摩國的貿易中心──基利亞、白港等沿海區域。這兩個位於多瑙河和黑海的港口城堡，每年給摩爾多瓦帶來大量的貿易及關稅收入，而且經過斯特凡20年的經營，兩地已成為摩國的經濟中心。失去白堡和基利亞，不僅使摩爾多瓦經濟重傷、失去出海口和屏障，其所處的軍事環境更大大地惡化。1485年波王卡齊米日四世成立一個以波蘭為中心的反土聯盟，接著11月斯特凡親自到波蘭加入聯盟，並宣示向波王效忠稱臣。但不幸的是，波-摩聯軍的成果只是在當年擊退土軍對摩國的入侵，聯軍對基利亞的包圍戰與斯特凡收復沿海失地的願望，終究沒能達成。土軍仍是穩守基利亞與白城，並藉由逐步增加的駐軍及海上補給，擴大成刺入摩國胸口的利劍。1486年斯特凡因此與蘇丹簽訂三年的休戰條約。
1489年，57歲高齡的斯特凡正式向土國納貢（年送四千杜卡特金幣）、送人質（將自己最小的兒子送到伊斯坦堡） ，算是對巴耶濟德二世服軟，以及對波王卡齊米日四世在同年與土國和解的報復式回應（波蘭承認基利亞與白城屬於土國，背棄了之前對斯特凡的盟約）。對土國年貢四千杜卡特金幣的負擔不小，經常超過大公年稅收的十分之一，但摩國對蘇丹仍保有很強的獨立性，譬如蘇丹不干涉摩國內政、摩國拒絕派軍配合土國去攻打其他基度教國家，也拒絕任何土軍駐紮在摩國領土之內，甚至曾有幾年切斷對土國的納貢。譬如1500-1503年間，斯特凡利用土國對威尼斯和匈牙利同時作戰的機會，他停止了對巴耶濟德的年貢，後來因為1503年威、匈對土讓步並締結和約，他才又在土國的壓力下恢復年貢。

### 大敗波蘭

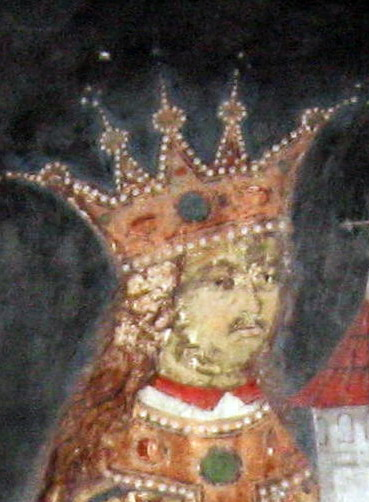
〈斯特凡大帝的還願像〉，繪在多布羅瓦茲修道院上的斑駁壁畫

1496年波蘭八萬大軍攻入摩國內地，但被斯特凡擊退。這起因於1492年波王卡齊米日四世死後，繼承波蘭王位的約翰一世充滿雄心壯志並號召新的抗土十字軍（成功與匈牙利、威尼斯結盟而獲得財政援助）。他自1494年計劃對摩爾達維亞及土國進行一次大規模的軍事遠征，要從土耳其人手中奪回重要的黑海港口基利亞和白城，並推翻斯特凡的大公之位，以便將約翰的弟弟西吉斯蒙德扶上摩爾達維亞大公之位。結果當1496年，約翰在波蘭艱難地動員組織散漫的八萬波軍並攻入摩國時，雖然波軍兵臨摩國首都蘇恰瓦，但久攻不下且被堅壁清野切斷後勤，於是在撤退途中，64歲的斯特凡與其長子波格丹三世（共享王位）在土國派出六百位蘇丹禁衛軍之助下，於1497年在科斯明森林戰役打潰8萬波軍，造成約翰王野心的崩潰，以及波軍五千人以上死亡、大砲與軍火物資的全部丟失。

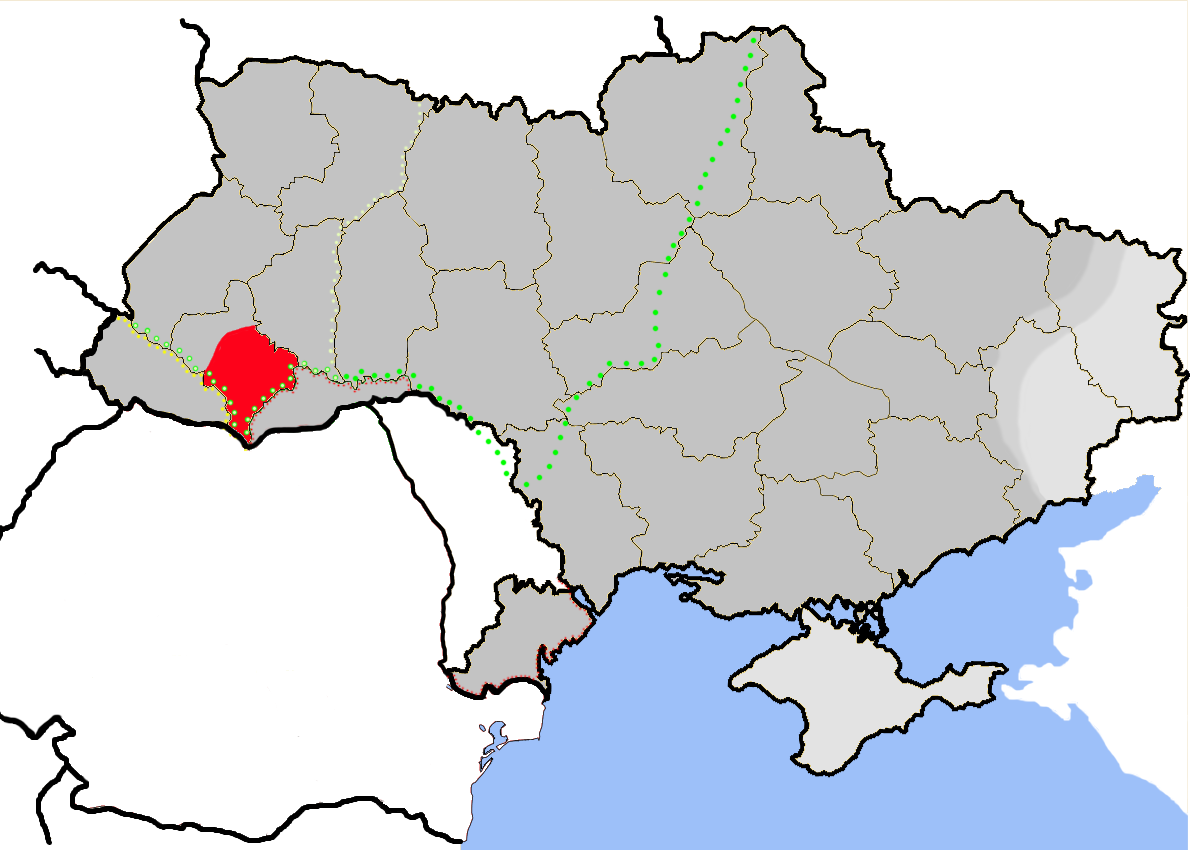
波庫蒂亞（紅色地區）

慘敗的波蘭於1499年又被斯特凡攻下南部的波庫蒂亞地區（此地一直被摩國占領至1512年），於是波王與斯特凡簽訂平等和約，廢除兩國殘存的藩臣關係，並承認波庫蒂亞併入摩國領土。之後斯特凡逐漸把權力與治國責任，轉交給兒子波格丹及輔政團隊，畢竟67歲的自己也年事已高。

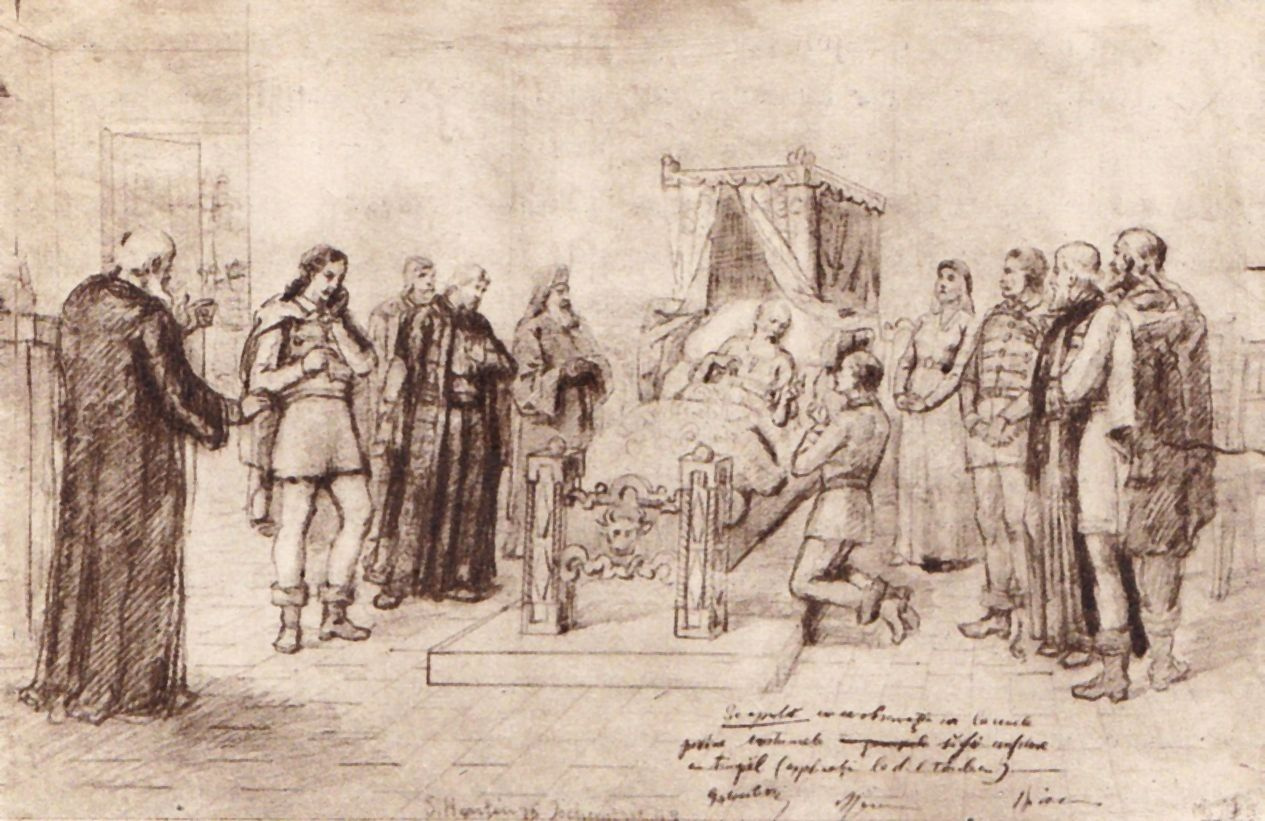
斯特凡大帝之死，由19世紀學者想像

1504年7月，72歲的斯特凡過世，被稱為「偉大者斯特凡」（大帝）以紀念其功勳。之後摩國仍維持很高的獨立性，一直到1531年被土軍控制、淪為徹底的附庸。在經過三百多年的喪失獨立後，要到1877年才獨立為羅馬尼亞聯合公國。他一生共經歷大小戰役三十六次，只輸掉兩場戰役，證明其軍事天才；而他卓越的外交能力，更被評為15世紀最精明的政治家之一。如今斯特凡三世被視為羅馬尼亞國家英雄，1992年羅馬尼亞教會將其封聖：「偉大且神聖的斯特凡」（Ștefan cel Mare și Sfânt）；最晚到19世紀浪漫主義盛行的年代，斯特凡的治世就被推崇為「黃金年代」。2006年在羅馬尼亞電視台舉辦的「100位最偉大的羅馬尼亞人」節目中，他被票選為「史上最偉大的羅馬尼亞人」

## 子女

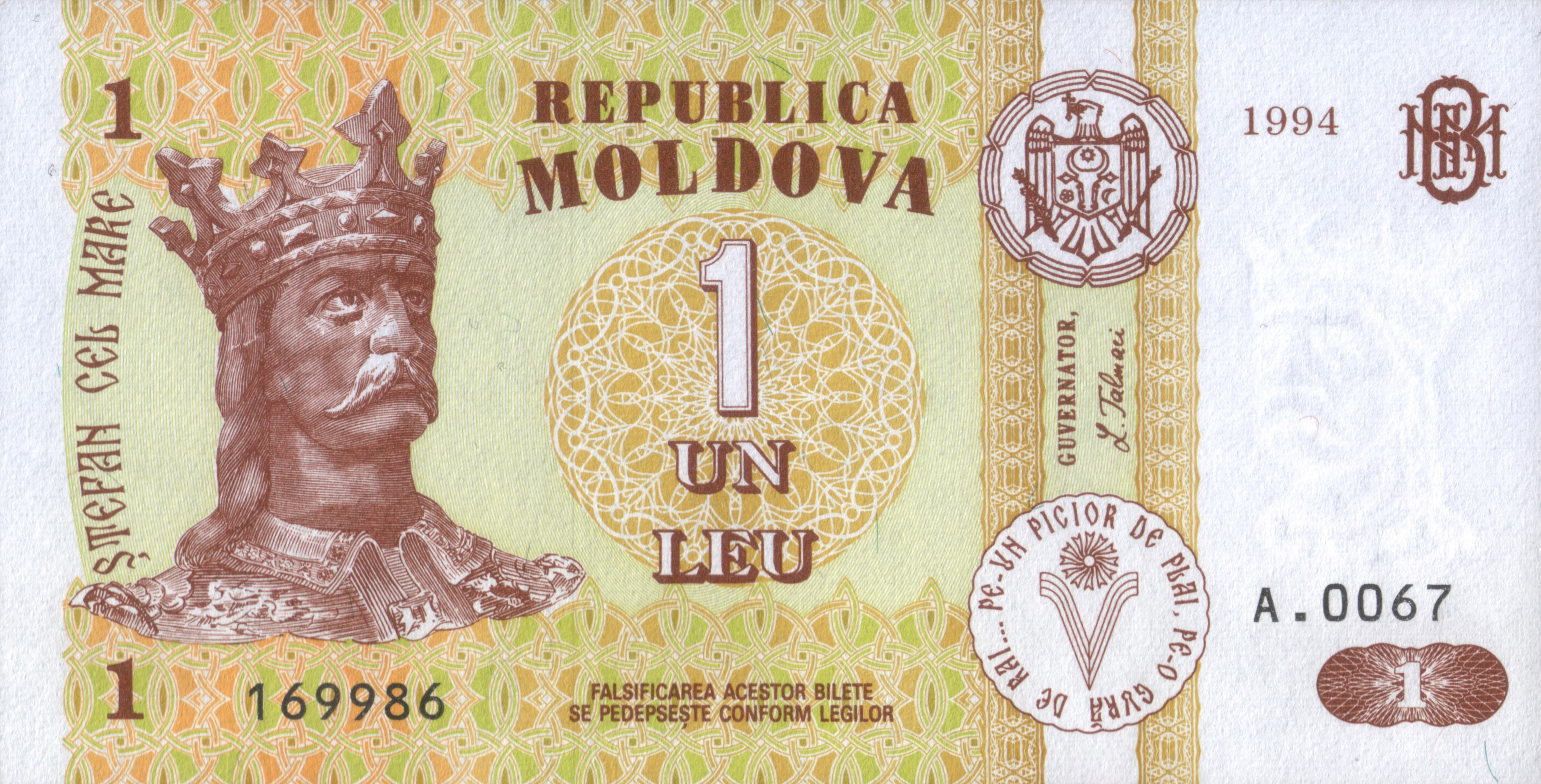
國家紙幣──摩爾多瓦列伊上的斯特凡大帝

1. 亞歷山德魯（英语：Alexandru of Moldavia）（早死）
2. 波格丹三世（英语：Bogdan III the One-Eyed），1504年繼承摩尔多瓦大公之位
3. 彼得魯·拉雷什

## 影视作品
- 《斯特凡大帝—瓦斯卢伊1475（羅馬尼亞語：Ștefan cel Mare - Vaslui 1475）》：1975年罗马尼亚电影。